# Ardemano
Ardemano (fl. XI secolo) è stato un vescovo italiano.
Viene citato in un diploma dell'imperatore Enrico II il Santo datato 1014. Non vi sono altre notizie a suo riguardo e non è certo se il suo successore diretto fosse il vescovo Antellino citato nel 1028, o si debbano collocare in questo lasso di tempo altri vescovi di cui non ci è giunta memoria.